# Palau Querini Dubois
El Palau Querini Dubois, també conegut com a Palau Giustinian Querini, és un important edifici venecià situat al barri de San Polo, la façana principal del qual dona al Gran Canal i la façana secundària del qual dona al Rio delle Erbe. En la successió de palaus amb vistes al Gran Canal, està flanquejat pel Palau Bernardo i el Palau Grimani Marcello.

## Història
El nucli original de l'edifici va ser erigit als darrers anys del segle XV per a la família Zane: constava d'una planta baixa, una planta principal i dos entresols. El 1560 va ser completament renovat: en aquesta ocasió es va construir la segona planta noble per convertir-lo en una sumptuosa residència representativa. L'edifici és propietat de Poste Italiane, que el va renovar durant la dècada del 1980. Després d'haver acollit la seu de la Biennal, l'edifici apareix buit després que s'hagués considerat la seva conversió en hotel.

## Descripció
La façana principal és un excel·lent exemple d'arquitectura renaixentista veneciana, tot i no tenir elements monumentals; les cantonades estan marcades per decoracions en pedra d'Ístria. Normalment dividit en tres parts, presenta un portal d'aigua central gran i sever a la planta baixa flanquejat per dues altres entrades laterals. Per sobre de l'entresol hi ha dos pisos nobles, que corresponen a dues finestres quadrífores, una d'estil dòric i l'altra jònica, nombroses finestres monófores i diversos balcons sortints. La façana conclou amb un entresol.
La façana secundària, d'aspecte molt senzill, és interessant per la presència d'un portal d'aigua d'arc apuntat. Els interiors mostren decoracions importants com ara estucs i frescos murals. Hi ha un pati interior amb una forma allargada característica, que connecta les dues façanes: hi dominen les finestres trífores renaixentistes.